# Opéra pour Baudelaire

Opéra pour Baudelaire est un moyen-métrage français tourné pour la télévision, réalisé en 1973 par Dominique Delouche et diffusé en 1974.

## Synopsis
Autour de Baudelaire gravitent des figures féminines qui ne sont autres que l'incarnation de ses fantasmes féminins, allant de l'angélique au démoniaque en passant par l'impureté. Le visitent aussi Eugène Delacroix, Jean-Auguste-Dominique Ingres et Richard Wagner. Les héroïnes Vénus et Elsa sont incarnées avec toute la véhémente éloquence que leur prêtent les partitions de Tannhauser et de Lohengrin signées par ce dernier.

## Fiche technique
- Titre : Opéra pour Baudelaire
- Réalisation : Dominique Delouche
- Scénario : Alain Bosquet et Dominique Delouche, d'après des textes de Charles Baudelaire
- Musique : Tannhäuser et Lohengrin de Richard Wagner
- Collaboration : Fabrice Carazo
- Société de production : ORTF (2ème chaîne)
- Tournage : en 1973
- Pays :  France
- Langue : français
- Genre : opéra féerique
- Format : Couleurs - Négatif et Positif : 16 mm - Son : Mono
- Durée : 58 minutes
- Dates de sortie : France : 1974 (2e chaîne de l'ORTF)

## Distribution
- Ludmila Mikaël : la présidente
- Martine Chevallier : Marie Daubrun
- Catherine Eckerle : la belle indolente
- Chantal Deruaz : la dame au collier
- Véronique Hantelle et Régine Hantelle : les amours enfantines
- Marie-Claude Benoît : Jeanne Duval
- Yanna Elbim : l'amazone
- Catherine Pasteau : la nymphe enceinte
- Alberte Aveline : la chanteuse
- Liliane Nataf : la vierge des Sept-Douleurs
- Hélène Arié : la magicienne
- Catherine Lachens et Dolorès Gonzales : les damnées
- Muriel Huster : la Shinge
- Claire Vernet : Vénus
- Nada Strancar : l'archidémon
- Bérangère Dautun : l'ange de la mort
- et la voix de Daniel Mesguich